# Шадиксаєвка
Шадикса́євка (каз. Шадықсай) — село у складі Карабалицького району Костанайської області Казахстану. Входить до складу Станціонного сільського округу.
Населення — 162 особи (2021; 357 у 2009, 603 у 1999, 603 у 1989).